# جوناثان ميلر (سياسي أمريكي)
جوناثان ميلر (بالإنجليزية: Jonathan Miller)‏ هو سياسي أمريكي، ولد في 24 مايو 1984. حزبياً، نشط في الحزب الجمهوري.